# گرفتن (نبراسکا)
گرفتن(به انگلیسی: Grafton) شهری در ایالت نبراسکا کشور ایالات متحده آمریکا است که جمعیت آن در سرشماری سال ۲۰۱۰ میلادی، ۱۲۶ نفر بوده‌است.